# 5 (FIVE)
5 (FIVE) – czwarty album studyjny zespołu Berryz Kōbō, wydany 10 września 2008 roku. Premiera wydawnictwa w Korei Południowej odbyła się 17 września 2008 roku. Album osiągnął 11 pozycję w rankingu Oricon, sprzedał się w nakładzie 14 415 egzemplarzy.

## Lista utworów
Utwory zostały napisane i skomponowane przez Tsunku (oprócz #9).
| Nr  | Tytuł                                                                                                   | Aranżacja        | Wykonanie                                                   | Czas |
| --- | --- | ---------------- | ----------------------------------------------------------- | ---- |
| 1.  | "HAPPY!Stand Up"                                                                                        | Shunsuke Suzuki  |                                                             |      |
| 2.  | "Kono yubi tomare!" (jap. この指とまれ!)                                                                | Shunsuke Suzuki  | Momoko Tsugunaga, Chinami Tokunaga, Maasa Sudō              |      |
| 3.  | "Baka ni shinaide" (jap. バカにしないで)                                                                | Jun Yamazaki     | Saki Shimizu, Miyabi Natsuyaki, Yurina Kumai, Risako Sugaya |      |
| 4.  | "Yuke Yuke Monkey Dance" (jap. 行け 行け モンキーダンス Ike Ike Monkī Dansu)                            | Shōichirō Hirata |                                                             |      |
| 5.  | "Ah Merry-go-round"                                                                                     | Kaoru Ōkubo      | Saki Shimizu, Momoko Tsugunaga                              |      |
| 6.  | "CLAP!"                                                                                                 | Jun Yamazaki     | Chinami Tokunaga, Miyabi Natsuyaki, Yurina Kumai            |      |
| 7.  | "REAL LOVE"                                                                                             | AKIRA            | Risako Sugaya                                               |      |
| 8.  | "Yume wo hitotsubu ~Berryz Kamen Ending Theme~" (jap. 夢を一粒〜Berryz仮面 Ending テーマ〜)             | Yuichi Takahashi | Berryz Kamen                                                |      |
| 9.  | "Dschinghis Khan" (jap. ジンギスカン Genghisu Kan)                                                      | Dance☆Man        |                                                             |      |
| 10. | "Tsukiatteru no ni kataomoi" (jap. 付き合ってるのに片思い)                                              | Kaoru Ōkubo      |                                                             |      |
| 11. | "BE" | Kōichi Yuasa     |                                                             |      |
| 12. | "Special Genera~tion (Eccentric Remix)" (jap. スッペシャル ジェネレ〜ション（エキセントリックスRemix）) | Kōji Makaino     |                                                             |      |